# ミア・イエルコフ
ミア・イエルコフ（Mia Jerkov、1982年12月5日 - ）は、クロアチアの元女子バレーボール選手。ポジションはアウトサイドヒッター。元クロアチア代表。

## 来歴
地元のクラブリーグからカルフォルニア大学バークレー校に進学。卒業後はロシア、イタリアなどのクラブチームを経て2010-2011シーズンは韓国リーグの興国生命ピンクスパイダーズに移籍し、2シーズンプレーした。
1999年、クロアチア代表に初選出される。同年のワールドカップでは17歳で出場した。世界選手権には2大会連続（2010年,2014年）で出場している。2013年の欧州選手権ではレギュラーとして5位となった。
2014年6月10日、デンソー・エアリービーズはイエルコフとの2014/15シーズンの契約締結を発表した。2015/16シーズンも引き続きデンソーと契約。
2015年10月、出身校であるUCバークレーの殿堂入りの栄誉に浴した。

## 球歴
- 世界選手権 - 2010年、2014年
- 欧州選手権 - 2001年（9位）、2005年（8位）、2009年（16位）、2013年（5位）

## 所属クラブ
- OK Pula（1998-2001年）
- カルフォルニア大学バークレー校（2001-2003年）
- ウラロチカ・エカテリンブルク（2003-2005年）
- Volley 2002 Forlì（イタリア語版）（2005-2006年）
- ヴィチェンツァ・バレー（2006-2007年）
- Volley 2002 Forlì（2007年）
- Brunelli Volley Nocera Umbra（イタリア語版）（2009年）
- リバーバレー・ピアチェンツァ（英語版）（2009-2010年）
- 興国生命ピンクスパイダーズ（2010-2012年）
- Bursa Büyükşehir Belediyespor（2012-2014年）
- デンソー・エアリービーズ（2014-2016年）
- Çanakkale Belediyespor（2016-2017年）
- フェネルバフチェ（2017-2018年）
- ベシクタシュ（2018-2019年）
- ラドムカ・ラドム（ポーランド語版）（2019年）
- Békéscsabai RSE（2019-2020年）

## 受賞歴
- 2015年
  - Vプレミアリーグ 得点王[4]
  - カルフォルニア大学バークレー校殿堂入り